# 大湖街道
大湖街道，是中华人民共和国吉林省白山市临江市下辖的一个乡镇级行政单位。

## 行政区划
大湖街道下辖以下地区：
西盛社区、大湖社区、临城社区、临城村、大湖村和葫芦套村。